# Vyšší odborná škola a Střední průmyslová škola elektrotechnická Františka Křižíka
Vyšší odborná škola a střední průmyslová škola elektrotechnická Františka Křižíka je střední škola sídlící v centru Prahy na Starém městě v budově bývalého Piaristického gymnázia a koleje.
Škola sídlí v ulici Na Příkopě 856/16, podle které je známá i pod přezdívkou „SPŠE Příkopy“. Založena byla v roce 1945 a jejím prvním ředitelem byl Ing. Filip Melinovský. V roce 1990 škola oficiálně získala titul „Škola Františka Křižíka“.

## Studijní obory
- 26-41-M/01 Elektrotechnika
- 18-20-M/01 Informační technologie
- 26-41-N/02 Silnoproudá elektrotechnika (VOŠ)